# Apospasta eriopygioides
Apospasta eriopygioides är en fjärilsart som beskrevs av Aurivillius 1910. Apospasta eriopygioides ingår i släktet Apospasta och familjen nattflyn. Inga underarter finns listade i Catalogue of Life.